# Forglemmigej
Forglemmigej (Myosotis) er en slægt af omkring 60 arter, som er udbredt i Europa, Nordafrika, Asien, Nordamerika og Oceanien. Det er urteagtige planter, både et-årige og stauder, der har store indbyrdes forskelle, men som ikke desto mindre alle kan beskrives ved at have en lille (1 cm i diameter) flad blomst med 5 blå kronblade, som danner en overdådig, krum blomsterstand (svikkel) på en tynd og pjusket stængel, og som blomstrer i foråret. Farvevariation er ikke usædvanlig og hvide og pink blomster ses ofte. De er populære i haver og dyrkede former har tit blandede farver.

## Arter
I listen nedenfor er vist nogle af arterne i slægten Myosotis, der ifølge The Plant List omfatter 61 arter. GRIN medtager 7 arter.
- Alpeforglemmigej (Myosotis alpestris)
- Engforglemmigej (Myosotis scorpioides)
- Markforglemmigej (Myosotis arvensis)
- Bakkeforglemmigej (Myosotis ramosissima)
- Forskelligfarvet forglemmigej (Myosotis discolor)
- Sumpforglemmigej (Myosotis laxa)
- Rank forglemmigej (Myosotis stricta)
- Skovforglemmigej (Myosotis sylvatica)

## Navnet "Forglemmigej"
Navnet er lånt fra fransk "ne m'oubliez pas" som var oversat fra tysk "Vergissmeinnicht", og oversættelser kan findes i de fleste europæiske sprog såsom nederlandsk "vergeet-mij-nietje", svensk "förgätmigej", rumænsk  "nu-mă-uita", ungarsk "nefelejcs", tjekkisk "pomněnka", russisk "незабудка (nezabudka)", slovakisk "nezábudka", polsk "niezapominajka", litauisk "Neužmirštuolė", italiensk "nontiscordardimé", spansk "nomeolvides" og japansk "Wasurenagusa" og på færøsk  "gloym-meg-ei"etc. Navnet på hebraisk "zikhrini" betyder "husk mig".
I Tyskland i det 15. århundrede mente man, at bæreren af blomsten ikke ville blive glemt af deres elskere.

## Trivia
- Forglemmigejen er Alaskas nationalblomst.
- Under Hitlers regime blev frimureri og frimurersymboler forbudt. Dette stoppede selvfølgelig ikke de tyske frimurere i at bære tegn på deres tilhørsforhold til logen; vinklen og passeren blev byttet ud med en nål med en forglemmigej. Senere er blomsten blevet et univerielt tegn, til minde om dem der har lidt i frimurerriets navn, især dem der led under nazisternes regime.[kilde mangler]
- Forglemmigejen-dagen –  LEVs årlige indsamlingsdag.